# Grande Prêmio da Espanha de 1994
Resultados do Grande Prêmio da Espanha de Fórmula 1 realizado em Barcelona em 29 de maio de 1994. Quinta etapa do campeonato, foi vencido pelo britânico Damon Hill, da Williams-Renault.

## Resumo
- 4ª vitória de Damon Hill. Ele rompe com as quatro vitórias seguidas de Michael Schumacher em 1994;
- Schumacher chegou e 2º lugar com apenas a quinta marcha;
- Terceiro e último pódio de Mark Blundell na carreira;
- 77º e último pódio da Tyrrell na F1;
- Primeiro pódio do motor Yamaha;
- Estreia de David Coulthard,[4] na Fórmula 1. O piloto escocês vai pilotar o Williams #2. Nessa temporada, Coulthard era piloto de testes da Williams e estava disputado o campeonato da Fórmula 3000 Internacional de 1994;
- Reestreia de Alessandro Zanardi[5] na Lotus. O italiano substituiu o português Pedro Lamy,[6] que sofreu um grave acidente em  Silverstone;
- Outro italiano, Andrea Montermini, foi contratado pela Simtek para o lugar de Roland Ratzenberger. Porém, ele não chegou a se classificar, depois que seu carro bateu na reta principal;
- Última corrida em que Paul Belmondo consegue a classificação.
- Retorno de Eddie Irvine na categoria após ficar suspenso por 3 corridas, devido ao acidente que provocou no GP do Brasil.

## Classificação da prova

### Treinos oficiais
| Pos.   | Nº | Piloto                | Chassi/Motor      | Q1        | Q2        |
| ------ | -- | --------------------- | ----------------- | --------- | --------- |
| 1      | 5  | Michael Schumacher    | Benetton-Ford     | 1:23.426  | 1:21.908  |
| 2      | 0  | Damon Hill            | Williams-Renault  | 1:24.716  | 1:22.559  |
| 3      | 7  | Mika Häkkinen         | McLaren-Peugeot   | 1:24.580  | 1:22.660  |
| 4      | 6  | J. J. Lehto           | Benetton-Ford     | 1:25.587  | 1:22.983  |
| 5      | 14 | Rubens Barrichello    | Jordan-Hart       | 1:25.990  | 1:23.594  |
| 6      | 27 | Jean Alesi            | Ferrari           | 1:24.997  | 1:23.700  |
| 7      | 28 | Gerhard Berger        | Ferrari           | 1:26.121  | 1:23.715  |
| 8      | 8  | Martin Brundle        | McLaren-Peugeot   | 1:26.614  | 1:23.763  |
| 9      | 2  | David Coulthard       | Williams-Renault  | 1:27.428  | 1:23.782  |
| 10     | 3  | Ukyo Katayama         | Tyrrell-Yamaha    | 1:27.017  | 1:23.969  |
| 11     | 4  | Mark Blundell         | Tyrrell-Yamaha    | 1:25.863  | 1:23.981  |
| 12     | 30 | Heinz-Harald Frentzen | Sauber-Mercedes   | 1:25.115  | 1:24.254  |
| 13     | 15 | Eddie Irvine          | Jordan-Hart       | 1:26.368  | 1:24.930  |
| 14     | 24 | Michele Alboreto      | Minardi-Ford      | 1:26.595  | 1:24.996  |
| 15     | 10 | Gianni Morbidelli     | Footwork-Ford     | 1:27.459  | 1:25.018  |
| 16     | 20 | Erik Comas            | Larrousse-Ford    | 1:26.097  | 1:25.050  |
| 17     | 19 | Olivier Beretta       | Larrousse-Ford    | 1:28.011  | 1:25.161  |
| 18     | 23 | Pierluigi Martini     | Minardi-Ford      | 1:25.502  | 1:25.247  |
| 19     | 26 | Olivier Panis         | Ligier-Renault    | 1:27.872  | 1:25.577  |
| 20     | 25 | Eric Bernard          | Ligier-Renault    | 1:28.289  | 1:25.766  |
| 21     | 9  | Christian Fittipaldi  | Footwork-Ford     | 1:27.631  | 1:26.084  |
| 22     | 12 | Johnny Herbert        | Lotus-Mugen/Honda | 28:05.683 | 1:26.397  |
| 23     | 11 | Alessandro Zanardi    | Lotus-Mugen/Honda | 1:30.379  | 1:27.685  |
| 24     | 31 | David Brabham         | Simtek-Ford       | 1:30.797  | 1:28.151  |
| 25     | 34 | Bertrand Gachot       | Pacific-Ilmor     | 1:34.318  | 1:28.873  |
| 26     | 33 | Paul Belmondo         | Pacific-Ilmor     | 1:31.750  | 1:30.657  |
| DNQ    | 32 | Andrea Montermini     | Simtek-Ford       | 1:31.111  | sem tempo |
| Fonte: |    |                       |                   |           |           |

### Corrida
| Pos.   | Nº | Piloto                | Construtor        | Voltas          | Tempo/Diferença      | Grid            | Pontos          |
| ------ | -- | --------------------- | ----------------- | --------------- | -------------------- | --------------- | --------------- |
| 1      | 0  | Damon Hill            | Williams-Renault  | 65              | 1:36:14.374          | 2               | 10              |
| 2      | 5  | Michael Schumacher    | Benetton-Ford     | 65              | + 24.166             | 1               | 6               |
| 3      | 4  | Mark Blundell         | Tyrrell-Yamaha    | 65              | + 1:26.969           | 11              | 4               |
| 4      | 27 | Jean Alesi            | Ferrari           | 64              | + 1 volta            | 6               | 3               |
| 5      | 23 | Pierluigi Martini     | Minardi-Ford      | 64              | + 1 volta            | 18              | 2               |
| 6      | 15 | Eddie Irvine          | Jordan-Hart       | 64              | + 1 volta            | 13              | 1               |
| 7      | 26 | Olivier Panis         | Ligier-Renault    | 63              | + 2 voltas           | 19              |                 |
| 8      | 25 | Eric Bernard          | Ligier-Renault    | 62              | + 3 voltas           | 20              |                 |
| 9      | 11 | Alessandro Zanardi    | Lotus-Mugen/Honda | 62              | + 3 voltas           | 23              |                 |
| 10     | 31 | David Brabham         | Simtek-Ford       | 61              | + 4 voltas           | 24              |                 |
| 11     | 8  | Martin Brundle        | McLaren-Peugeot   | 59              | Transmissão          | 8               |                 |
| Ret    | 6  | J. J. Lehto           | Benetton-Ford     | 53              | Motor                | 4               |                 |
| Ret    | 7  | Mika Häkkinen         | McLaren-Peugeot   | 48              | Motor                | 3               |                 |
| Ret    | 12 | Johnny Herbert        | Lotus-Mugen/Honda | 41              | Rodada               | 22              |                 |
| Ret    | 14 | Rubens Barrichello    | Jordan-Hart       | 39              | Rodada               | 5               |                 |
| Ret    | 9  | Christian Fittipaldi  | Footwork-Ford     | 35              | Motor                | 21              |                 |
| Ret    | 2  | David Coulthard       | Williams-Renault  | 32              | Pane elétrica        | 9               |                 |
| Ret    | 34 | Bertrand Gachot       | Pacific-Ilmor     | 32              | Asa quebrada         | 25              |                 |
| Ret    | 28 | Gerhard Berger        | Ferrari           | 27              | Câmbio               | 7               |                 |
| Ret    | 10 | Gianni Morbidelli     | Footwork-Ford     | 24              | Alimentação do carro | 15              |                 |
| Ret    | 30 | Heinz-Harald Frentzen | Sauber-Mercedes   | 21              | Câmbio               | 12              |                 |
| Ret    | 20 | Erik Comas            | Larrousse-Ford    | 19              | Radiador             | 16              |                 |
| Ret    | 3  | Ukyo Katayama         | Tyrrell-Yamaha    | 16              | Motor                | 10              |                 |
| Ret    | 24 | Michele Alboreto      | Minardi-Ford      | 4               | Motor                | 14              |                 |
| Ret    | 33 | Paul Belmondo         | Pacific-Ilmor     | 2               | Rodada               | 26              |                 |
| DNS    | 19 | Olivier Beretta       | Larrousse-Ford    | 0               | Motor                | 17              |                 |
| DNQ    | 32 | Andrea Montermini     | Simtek-Ford       | Não qualificado | Não qualificado      | Não qualificado | Não qualificado |
| Fonte: |    |                       |                   |                 |                      |                 |                 |

## Tabela do campeonato após a corrida
| Pos.   | Piloto             | Pontos |
| ------ | ------------------ | ------ |
| 1      | Michael Schumacher | 46     |
| 2      | Damon Hill         | 17     |
| 3      | Gerhard Berger     | 10     |
| 4      | Jean Alesi         | 9      |
| 5      | Rubens Barrichello | 7      |
| Fonte: |                    |        |

| Pos.   | Construtor       | Pontos |
| ------ | ---------------- | ------ |
| 1      | Benetton-Ford    | 46     |
| 2      | Ferrari          | 25     |
| 3      | Williams-Renault | 17     |
| 4      | Jordan-Hart      | 11     |
| 5      | McLaren-Peugeot  | 10     |
| Fonte: |                  |        |

- Nota: Somente as primeiras cinco posições estão listadas.